# Grymeus barbatus
Grymeus barbatus là một loài nhện trong họ Oonopidae.
Loài này thuộc chi Grymeus. Grymeus barbatus được miêu tả năm 1987 bởi Harvey.